# Mohamed El Shorbagy
Mohamed El Shorbagy (in arabo الشوربجي‎?; Alessandria d'Egitto, 12 gennaio 1991) è un giocatore di squash egiziano naturalizzato inglese.
Ha raggiunto la posizione di numero 1 del mondo nel novembre 2014, marzo 2018, febbraio 2020 e di nuovo nel luglio 2021 ed è stato il campione del mondo di squash 2017.

## Carriera
El Shorbagy ha esordito nel PSA World Tour nel 2006, all’età di 15 anni. Ha ottenuto i suoi primi grande successi già da giovane, divenendo il secondo giocatore nella storia dopo Ramy Ashour a vincere il World Junior Championship per due volte, essendoci riuscito nel 2008 e 2009.
Dopo un’annata giocata ad altissimo livello, coronata dalle vittorie del Qatar Classic, US Open e Hong Kong Open; è riuscito a raggiungere a novembre 2014 la prima posizione nella classifica mondiale, mantenuta per oltre un anno consecutivo. Nel 2016, in seguito a un’altra ottima stagione, viene nominato miglior giocatore del circuito. 
Nel 2017, dopo aver perso in finale nel 2012 e nel 2014, riesce finalmente a vincere il suo primo World Championship battendo suo fratello Marwan in finale. Raggiunge nuovamente la finale nel 2021 e 2022, ma in entrambi i casi viene superato da Ali Farag.
Nel novembre 2022 è diventato il giocatore più giovane ad aver vinto 500 partite nel tour all’età di 31 anni e 10 mesi.